# احمد الن
احمد الن (انگلیسی: Ahmad Alan؛ زادهٔ ۱۹۸۲) بازیکن فوتبال اهل فلسطین بود. وی سابقه ۲ بازی ملی برای تیم ملی فوتبال فلسطین را در کارنامه دارد.